# De duivel en zijn grootmoeder

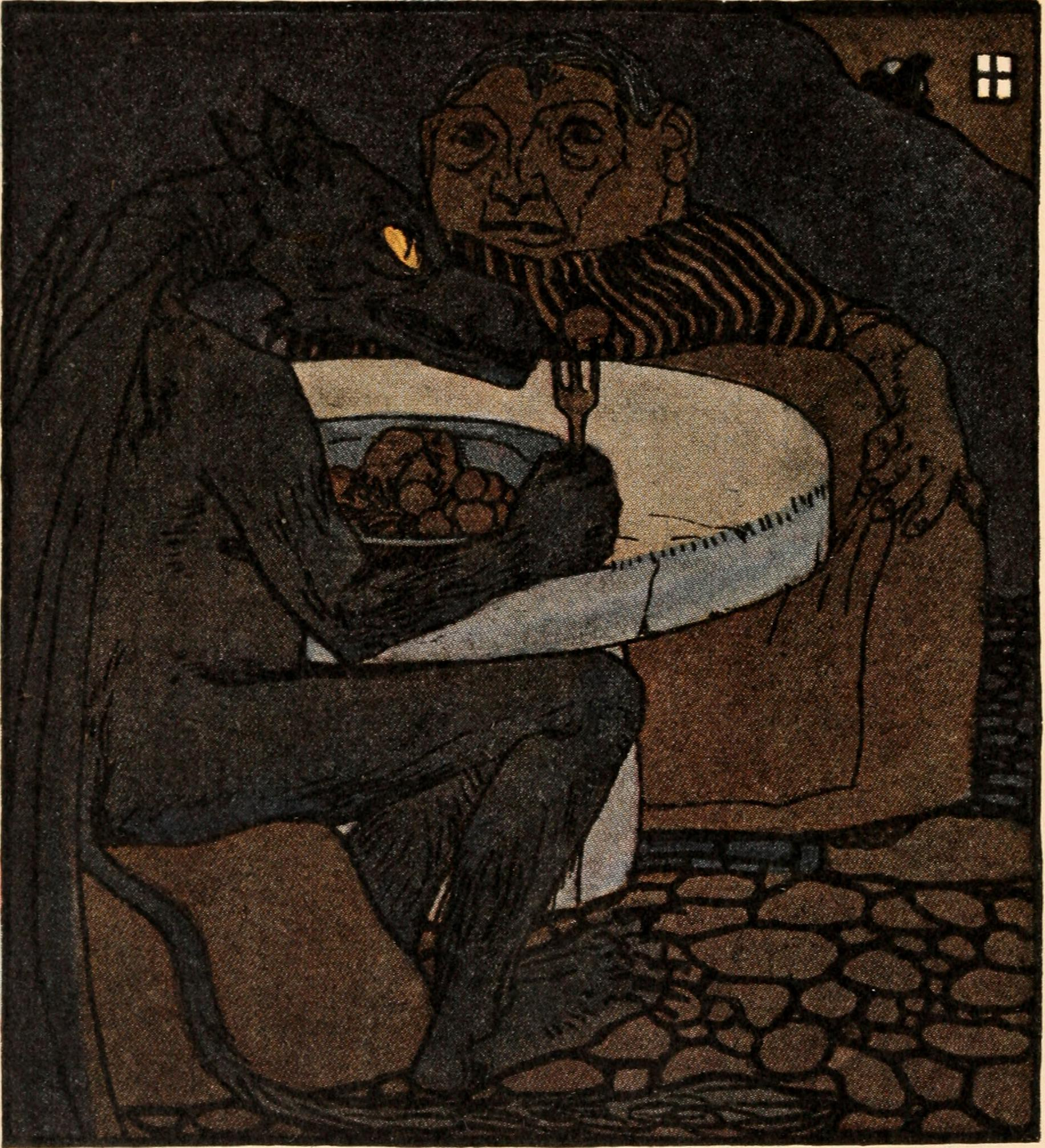
Afbeelding van Albert Weisgerber uit "De duivel en zijn grootmoeder", Kinder- und Hausmärchen nach Sammlung der Brüder Grimm (Gerlachs Jugendbücherei).

De duivel en zijn grootmoeder is een sprookje uit Kinder- und Hausmärchen, de verzameling van de gebroeders Grimm, met als nummer KHM125. De oorspronkelijke naam is Der Teufel und seine Großmutter en het sprookje is in Engeland bekend als The Dragon and his Grandmother.

## Het verhaal
Tijdens een grote oorlog kan de koning zijn soldaten niet betalen en drie van hen willen deserteren. Ze willen zich verstoppen in een korenveld waar het leger niet doorheen mag. Ze verstoppen zich twee dagen en twee nachten en krijgen erge honger. Er komt een draak door de lucht en hij landt in het veld, hij vraagt waarom ze zich verstoppen. Ze geven antwoord en de draak wil dat ze hem zeven jaren dienen en hij zal ze dan langs het leger leiden. De draak is de duivel en hij geeft een zweepje waarmee ze geld kunnen laten verschijnen. Ze kunnen als prinsen leven, maar na zeven jaren zijn ze van hem.
Ze moeten hun handtekening in een boek schrijven en de draak geeft nog een raadsel op. Als ze het oplossen zijn ze niet langer in zijn macht. De draak vliegt weg en de drie doen niemand kwaad en leven goed van het geld. De zeven jaren zijn bijna om en de derde is niet zo bang als de anderen. Ze gaan naar het veld en er komt een oude vrouw die vraagt wat er aan de hand is. Ze vertellen wat er is gebeurd en de oude vrouw zegt dat ze naar het bos moeten en een huisje bij een ingestorte rotswand moeten vinden. Er zal hulp worden gevonden en de derde gaat vrolijk op weg.
In het huisje woont de grootmoeder van de duivel en ze vraagt wat hij wil. Ze heeft medelijden en verstopt hem in de kelder. Om middernacht komt de draak en de grootmoeder geeft hem eten en drinken. Ze vraagt hoeveel zielen hij heeft gewonnen en hij vertelt over het raadsel. In de grote Noordzee ligt een dode meerkat, dat krijgen ze als braadstuk. De rib van een walvis wordt hun zilveren lepel en een oude holle paardenhoef wordt hun wijnglas.
Als de duivel slaapt tilt de grootmoeder de steen van de kelder en laat de soldaat eruit. Hij gaat terug via een andere weg en vertelt zijn makkers wat er is gebeurd. Ze laten hun zweep knallen en hebben veel geld. Als de zeven jaren om zijn, komt de duivel met zijn boek. Hij wil hun meenemen en laat hen raden wat ze te eten krijgen. Het antwoord is juist en de duivel vraagt wat de lepel is. Ook hierop wordt het juiste antwoord gegeven en de duivel vraagt wat het wijnglas wordt. Het derde antwoord is ook juist en de duivel vliegt weg en heeft geen macht meer over de drie. Ze leven rijk en vrolijk tot hun einde.

## Achtergronden bij het verhaal
- Het sprookje komt uit Zwehrn in Nederhessen.
- Er is een soortgelijk verhaal in de Bohemen, waarin de duivel met Lucifer onder een perenboom zit. In de boom zit een soldaat die alles hoort.
- Een variant uit de Lage Landen heet Het verschil tussen arm en rijk.
- De verhouding tussen de duivel en de grootmoeder is die tussen de reus en het gevangen meisje in andere sprookjes.
- De grootmoeder van de duivel gedraagt zich zoals de vrouw van de reus in Sjaak en de bonenstaak.
- Het zweepje is een wichelroede.
- De behulpzame oude vrouw komt in vele sprookjes voor, bijvoorbeeld in De twaalf broeders (KHM9), De duivel met de drie gouden haren (KHM29), De roverbruidegom (KHM40), De drie vogeltjes (KHM96), De zoete pap (KHM103), De groente-ezel (KHM122), De stukgedanste schoentjes (KHM133), De ganzenhoedster aan de bron (KHM179), De waternimf in de vijver (KHM181), De ware bruid (KHM186), Het klosje, de schietspoel en de naald (KHM188) en De laars van buffelleer (KHM199).
- Geschenken van toverwezens kunnen waardeloos lijken, maar blijken dan waardevol te zijn. Zie ook De roetzwarte broer van de duivel (KHM100), De zoete pap (KHM103) en De geschenken van het kleine volkje (KHM182) en De toverfles.
- De motieven van dit raadsel komen uit de Noordse sagenwereld.
- Een opgegeven raadsel was vroeger meer dan amusement, denk ook bijvoorbeeld aan het Bijbelverhaal over Simson en de Odinsvraag. Het raadsel speelt een grote rol in Vafþrúðnismál (het lied van Vafthrudnir uit de Edda). Het speelt ook in andere sprookjes een rol, zoals in Het raadsel (KHM22), Repelsteeltje (KHM55), De verstandige boerendochter (KHM94), Dokter Alwetend (KHM98), De volleerde jager (KHM111), Het snuggere snijdertje (KHM114), De duivel en zijn grootmoeder (KHM125), De zes dienaren (KHM134), Het herdersjongetje (KHM152) en Raadselsprookje (KHM160). Zie ook Het raadsel, een volksverhaal uit Suriname.
- De duivel komt in veel sprookjes voor, zoals De duivel met de drie gouden haren (KHM29), Het meisje zonder handen (KHM31), De peetoom (KHM42), Het aardmanneke (KHM91), De roetzwarte broer van de duivel (KHM100), De drie handwerksgezellen (KHM120), Het gedierte van de Heer en de Duivel (KHM148), De boer en de duivel (KHM189) en De grafheuvel (KHM195).
- Een soldaat neemt het eigen lot in handen en dit loopt uiteindelijk goed af. Zie ook Vrolijke Frans (KHM81), De roetzwarte broer van de duivel (KHM100), Berenpels (KHM101), Het blauwe licht (KHM116), De stukgedanste schoentjes (KHM133), De laars van buffelleer (KHM199).
  - Middernacht is het tijdstip waarop vaak griezelige of magische dingen plaatsvinden. Het speelt in de volgende verhalen een rol; in Sprookje van iemand die erop uittrok om te leren griezelen (KHM4) maakt de jongen een vuur, Zusje kan haar kind alleen zien rond middernacht in een versie van Broertje en zusje (KHM11), de reus slaat het bed doormidden in Het dappere snijdertje (KHM20), in Assepoester (KHM21) wordt de betovering verbroken, in De gouden vogel (KHM57) worden appels gestolen, de jongen vindt de reuzen in De volleerde jager (KHM111), de duivels dobbelen in De koningszoon die nergens bang voor was (KHM121), de betovering wordt verbroken in Het boshuis (KHM169), het uiterlijk van het meisje verandert in De ganzenhoedster aan de bron (KHM179), de rovers komen thuis in De avonturen van een soldaat, in Het verhaal van Schele Guurte arriveren Berend met de honden en Derk met de beer op kerstavond met de Wilde Jacht.
- Vergelijk Het verhaal van het Keizerskanaal.
- Baba Jaga uit de Slavische mythologie wordt de grootmoeder van de duivel genoemd.